# Groß-Zimmern
Groß-Zimmern (Spitzname: Klaa Paris) ist eine Gemeinde im südhessischen Landkreis Darmstadt-Dieburg.

## Geographie
Groß-Zimmern liegt etwa 15 km östlich von Darmstadt.
Naturräumlich gehört Groß-Zimmern zum Dieburger Becken, das sich nördlich des Odenwaldes zum Main hin öffnet. Groß-Zimmern wird von dem kleinen Fluss Gersprenz durchzogen.

### Nachbargemeinden
Groß-Zimmern grenzt im Norden an die Gemeinde Messel und die Stadt Dieburg, im Osten an die Stadt Groß-Umstadt, im Südosten an die Gemeinde Otzberg, im Süden an die Stadt Reinheim sowie im Westen an die Gemeinde Roßdorf und die kreisfreie Stadt Darmstadt.

### Gemeindegliederung
Groß-Zimmern besteht aus den beiden Ortsteilen Groß-Zimmern und Klein-Zimmern.

## Geschichte

### Überblick
Es wird angenommen, dass Groß-Zimmern eine Gründung der Abtei Fulda gewesen ist. Erstmals erwähnt wird der Ort im Jahre 1250 als Cymmere in einer Katzenelnbogener Urkunde, als Fulda das Lehen des verstorbenen Georg von Zimmern an die Grafen Diether und Eberhard von Katzenelnbogen gab. Weitere Erwähnungen erfolgten unter den Ortsnamen (in Klammern das Jahr der Erwähnung): Zymmirin  (1313), Zymmern (1323), Cymmern superior (1333), Obernzimmern (1370), Zummern (1372), Zymern (1373), Zymmern (1376), Czymmern (1394), Großen Zymern und Zymern dorff (1403), Oberzimmern (1444), Zimmern (1518) und Großen Zimbern (1595).
Groß-Zimmern gehörte bis auf eine Gasse, die hessisch war, zum Kondominat Umstadt, das von 1806 an zur Provinz Starkenburg des Großherzogtums Hessen zählte. 1821 wurden im Großherzogtum Landratsbezirke eingeführt und Groß-Zimmern wurde dem Landratsbezirk Dieburg zugeteilt.
Die Statistisch-topographisch-historische Beschreibung des Großherzogthums Hessen berichtet 1829 über Groß-Zimmern:

„Großzimmern (L. Bez. Dieburg) Marktflecken; liegt auf der linken Seite der Gersprenz, 1⁄2 St. von Dieburg und 1 3⁄4 St. von Umstadt, und zählt 323 Häuser und 2754 Einw., unter denen 1736 Luth., 883 Kath., 2 Reform. und 133 Juden sind. Die Bevölkerung theilt sich ab in 84 Bauern, 195, welche bürgerliche Gewerbe treiben und 9 Fabrikanten. Man findet eine gemeinschaftliche Kirche, die 1777, zum Theil neu erbaut worden ist, 5 Mahlmühlen, 1 Ziegelhütte, 1 Tabaksfabrik, 9 Häfner, mehrere Gerber und viele Leineweber. Jährlich werden 5 Märkte gehalten. In der Gemarkung sind bedeutende Häfnerthongruben. – Eine adelige Familie von Zimmern, die 1250 zum Vorschein kommt; besaß hier verschiedene Rechte und Gefälle, welche fuldisches Lehen und auf die Familie von Wambold gefallen waren. Von Fulda wurden sie zu katzenellenbogenschen Afterlehen gemacht. Im Jahr 1380 verkaufte Rucker Wambold und 1384 Heinrich Wambold, mit lehensherrlicher Bewilligung des Grafen Wilhelm II. von Katzenellenbogen, alle ihre Güter und Gerechtigkeiten zu Großzimmern, an Engelhard von Frankenstein, der noch 1403 vom Grafen Johann III. die Belehnung darüber annahm. Löwenstein übte die Vogteirechte in dem übrigen Theile des Orts aus, und 1373 erkaufte Pfalzgraf Ruprecht der Aeltere den Wertheimischen Antheil an Großzimmern. Diesen Ort hatten Fulda und Hanau in ungetheilter Gemeinschaft. Ersteres verpfändete 1374 seine Hälfte an Hanau, und 1390 wurde solche an Churfürsten Ruprecht den Aelteren von der Pfalz verkauft. Allein Hanau blieb bis 1427 in alleinigem Besitz, und nahm im folgenden Jahre seinen Antheil von Pfalz zu Lehen. Hessen hatte in der bairischen Fehde, 1504, das Ganze weggenommen, und wurde durch einen Vergleich, 1521, zwischen Hessen und Pfalz gemeinschaftlich. Großzimmern war pfandweise zur Burg Habizheim gekommen, und auch dabei geblieben. Es gehörte also, wie Habizheim selbst, mit der niedern Gerichtsbarkeit den Fürsten von Löwenstein–Wertheim. Die hohe und centbare Gerichtsbarkeit war zwischen Hessen und Pfalz gemeinschaftlich. Die Hess. Hälfte wurde zwischen Hessen-Darmstadt und Hessen-Cassel getheilt, bis 1627, die Hälfte ganz an Darmstadt kam. Den pfälzischen Antheil erhielt Hessen 1802 und die Löwensteinischen Gerechtsamen 1805 durch Tausch. Großzimmern war noch im späten Mittelalter ein Filial von Umstadt.“

1832 wurden die Einheiten ein weiteres Mal vergrößert und es wurden Kreise geschaffen. Dadurch gelangte Groß-Zimmern in den Kreis Dieburg. Die Provinzen, die Kreise und die Landratsbezirke des Großherzogtums wurden am 31. Juli 1848 abgeschafft und durch Regierungsbezirke ersetzt, was jedoch bereits am 12. Mai 1852 wieder rückgängig gemacht wurde. Dadurch gehörte Groß-Zimmern zwischen 1848 und 1852 zum Regierungsbezirk Dieburg, bevor wieder der Kreis Dieburg für die übergeordnete Verwaltung zuständig war. Dieser war bis zum 1. November 1938 ein Landkreis des Großherzogtum Hessen und nach dem Ersten Weltkrieg des Volksstaat Hessen. Aus ihm ging im Zuge der Verwaltungsreformen 1938 der Landkreis Dieburg hervor. Im Zuge der Gebietsreform in Hessen wurde 1977 der Landkreis Dieburg mit dem Landkreis Darmstadt fusioniert und bildet den heutigen Landkreis Darmstadt-Dieburg.

### Auswanderung
Im Jahr 1846 wanderten ca. 700 Bürger aus Groß-Zimmern und Umgebung in die USA aus. In den Jahren davor waren immer mehr Menschen verarmt und mussten von der Gemeinde unterhalten werden. Die Gemeinde schloss einen Vertrag mit dem Darmstädter Tabakhändler Georg Gandenberger, die Menschen in die USA zu transportieren. Tabakhändler füllten die Schiffe, die den Tabak aus den USA brachten, auf der Rückfahrt mit Auswanderern.

### Hessische Gebietsreform
Im Zuge der Gebietsreform in Hessen wurde am 1. Januar 1977 die bis dahin eigenständige Gemeinde Klein-Zimmern (2004: 1600 Einwohner) per Gesetz nach Groß-Zimmern eingemeindet, mit Ausnahme der Anteile an der Gemarkung Zeilharder Wald, die an Messel ging.
Für den Stadtteil Klein-Zimmern wurde ein Ortsbezirk mit Ortsbeirat und Ortsvorsteher nach der Hessischen Gemeindeordnung gebildet.

### Verwaltungsgeschichte im Überblick
Die folgende Liste zeigt die Staaten und Verwaltungseinheiten, denen Groß-Zimmern angehört(e):
Hessischer Teil (nur Zinsgasse) Zent Oberramstadt:
- vor 1479: Heiliges Römisches Reich, Grafschaft Katzenelnbogen, Obergrafschaft Katzenelnbogen, Amt Lichtenberg
- ab 1479: Heiliges Römisches Reich, Landgrafschaft Hessen (durch Erbfall), Obergrafschaft Katzenelnbogen, Amt Lichtenberg
- ab 1567: Heiliges Römisches Reich, Landgrafschaft Hessen-Darmstadt, Obergrafschaft Katzenelnbogen, Amt Lichtenberg
- ab 1803: Heiliges Römisches Reich, Landgrafschaft Hessen-Darmstadt, Fürstentum Starkenburg, Amt Lichtenberg

Zent Umstadt:
- vor 1323: Heiliges Römisches Reich, Zent Umstadt (Kondominat)
- ab 1390: Heiliges Römisches Reich, Kurpfalz (durch Kauf; bis 1427 an Herrschaft Hanau verpfändet), Zent Umstadt
- ab 1504: Heiliges Römisches Reich, Zent Umstadt (Kurpfalz und Landgrafschaft Hessen je zur Hälfte), Zent Umstadt (die niedere Gerichtsbarkeit als Lehen an den Fürsten Löwenstein-Wertheim-Rochefort)
- 1567–1803: Hessischer Anteil zeitweise aufgeteilt zwischen Landgrafschaft Hessen-Kassel, Landgrafschaft Hessen-Darmstadt und Hessen-Rheinfels
- ab 1803: Heiliges Römisches Reich, Landgrafschaft Hessen-Darmstadt,[Anm. 2] Fürstentum Starkenburg, Amt Umstadt (niedere Gerichtsbarkeit bei Löwenstein-Wertheim-Rochefort und 1805 durch Tausch an Hessen-Darmstadt)

Gemeinsam:
- ab 1806: Großherzogtum Hessen,[Anm. 3] Fürstentum Starkenburg, Amt Umstadt[12]
- ab 1815: Großherzogtum Hessen, Provinz Starkenburg, Amt Umstadt mit Otzberg
- ab 1821: Großherzogtum Hessen, Provinz Starkenburg, Landratsbezirk Dieburg[Anm. 4]
- ab 1832: Großherzogtum Hessen, Provinz Starkenburg, Kreis Dieburg
- ab 1848: Großherzogtum Hessen, Regierungsbezirk Dieburg
- ab 1852: Großherzogtum Hessen, Provinz Starkenburg, Kreis Dieburg
- ab 1871: Deutsches Reich, Großherzogtum Hessen, Provinz Starkenburg, Kreis Dieburg
- ab 1918: Deutsches Reich (Weimarer Republik), Volksstaat Hessen, Provinz Starkenburg, Kreis Dieburg
- ab 1938: Deutsches Reich, Volksstaat Hessen, Landkreis Dieburg[13][Anm. 5]
- ab 1945: Amerikanische Besatzungszone,[Anm. 6] Groß-Hessen, Regierungsbezirk Darmstadt, Landkreis Dieburg
- ab 1946: Amerikanische Besatzungszone, Land Hessen, Regierungsbezirk Darmstadt, Landkreis Dieburg
- ab 1949: Bundesrepublik Deutschland, Land Hessen, Regierungsbezirk Darmstadt, Landkreis Dieburg
- ab 1977: Bundesrepublik Deutschland, Land Hessen, Regierungsbezirk Darmstadt, Landkreis Darmstadt-Dieburg

## Bevölkerung

### Einwohnerstruktur 2011
Nach den Erhebungen des Zensus 2011 lebten am Stichtag, dem 9. Mai 2011, in Groß-Zimmern 13.523 Einwohner. Darunter waren 1633 (12,1 %) Ausländer, von denen 678 aus dem EU-Ausland, 699 aus anderen europäischen Ländern und 256 aus anderen Staaten kamen. Von den deutschen Einwohnern hatten 18,2 % einen Migrationshintergrund. Die Einwohner lebten in 5601 Haushalten. Davon waren 1663 Singlehaushalte, 1472 Paare ohne Kinder und 1817 Paare mit Kindern, sowie 505 Alleinerziehende und 144 Wohngemeinschaften.

### Einwohnerentwicklung
| • 1633: | 0524 Einwohner             |
| • 1806: | 2198 Einwohner, 314 Häuser |
| • 1829: | 2754 Einwohner, 323 Häuser |
| • 1867: | 2739 Einwohner, 371 Häuser |

| Groß-Zimmern: Einwohnerzahlen von 1806 bis 2020 | Groß-Zimmern: Einwohnerzahlen von 1806 bis 2020 | Groß-Zimmern: Einwohnerzahlen von 1806 bis 2020 | Groß-Zimmern: Einwohnerzahlen von 1806 bis 2020 | Groß-Zimmern: Einwohnerzahlen von 1806 bis 2020 |
| --- | ----------------------------------------------- | ----------------------------------------------- | ----------------------------------------------- | ----------------------------------------------- |
| Jahr |                                                 |                                                 |                                                 | Einwohner                                       |
| 1806 | 1806                                            |                                                 | 2.198                                           | 2.198                                           |
| 1829 | 1829                                            |                                                 | 2.754                                           | 2.754                                           |
| 1834 | 1834                                            |                                                 | 2.816                                           | 2.816                                           |
| 1840 | 1840                                            |                                                 | 3.143                                           | 3.143                                           |
| 1846 | 1846                                            |                                                 | 2.684                                           | 2.684                                           |
| 1852 | 1852                                            |                                                 | 3.078                                           | 3.078                                           |
| 1858 | 1858                                            |                                                 | 2.970                                           | 2.970                                           |
| 1864 | 1864                                            |                                                 | 2.809                                           | 2.809                                           |
| 1871 | 1871                                            |                                                 | 2.662                                           | 2.662                                           |
| 1875 | 1875                                            |                                                 | 2.740                                           | 2.740                                           |
| 1885 | 1885                                            |                                                 | 2.869                                           | 2.869                                           |
| 1895 | 1895                                            |                                                 | 3.180                                           | 3.180                                           |
| 1905 | 1905                                            |                                                 | 3.689                                           | 3.689                                           |
| 1910 | 1910                                            |                                                 | 3.743                                           | 3.743                                           |
| 1925 | 1925                                            |                                                 | 4.348                                           | 4.348                                           |
| 1939 | 1939                                            |                                                 | 4.817                                           | 4.817                                           |
| 1946 | 1946                                            |                                                 | 5.807                                           | 5.807                                           |
| 1950 | 1950                                            |                                                 | 6.191                                           | 6.191                                           |
| 1956 | 1956                                            |                                                 | 6.423                                           | 6.423                                           |
| 1961 | 1961                                            |                                                 | 6.635                                           | 6.635                                           |
| 1967 | 1967                                            |                                                 | 8.112                                           | 8.112                                           |
| 1970 | 1970                                            |                                                 | 8.751                                           | 8.751                                           |
| 1972 | 1972                                            |                                                 | 9.163                                           | 9.163                                           |
| 1976 | 1976                                            |                                                 | 10.758                                          | 10.758                                          |
| 1984 | 1984                                            |                                                 | 10.306                                          | 10.306                                          |
| 1992 | 1992                                            |                                                 | 11.484                                          | 11.484                                          |
| 2000 | 2000                                            |                                                 | 13.500                                          | 13.500                                          |
| 2005 | 2005                                            |                                                 | 13.910                                          | 13.910                                          |
| 2010 | 2010                                            |                                                 | 13.880                                          | 13.880                                          |
| 2011 | 2011                                            |                                                 | 13.523                                          | 13.523                                          |
| 2015 | 2015                                            |                                                 | 13.917                                          | 13.917                                          |
| 2020 | 2020                                            |                                                 | 14.646                                          | 14.646                                          |
| Datenquelle: Historisches Gemeindeverzeichnis für Hessen: Die Bevölkerung der Gemeinden 1834 bis 1967. Wiesbaden: Hessisches Statistisches Landesamt, 1968. Weitere Quellen: ; 1972:; 1976:; 1984:; 1992:; 2000:; 2005:; 2010:; Zensus 2011; 2015: Ab 1976 einschließlich der im Zuge der Gebietsreform in Hessen eingegliederten Orte. |                                                 |                                                 |                                                 |                                                 |

### Historische Religionszugehörigkeit
| • 1829: | 1736 lutheranische (= 63,04 %), 2 reformierte (= 0,07 %), 133 jüdische (= 4,83 %) und 883 katholische (= 32,06 %) Einwohner                          |
| • 1961: | 3483 evangelische (= 52,49 %), 2998 katholische (= 45,18 %) Einwohner                                                                                |
| • 2011: | 4750 evangelische (= 35,1 %), 4740 katholische (= 35,1 %), 170 orthodoxe (= 1,3 %), 490 andersgläubige (= 3,7 %), 3270 sonstige (= 24,2 %) Einwohner |

### Erwerbstätigkeit
Die Gemeinde im Vergleich mit Landkreis, Regierungsbezirk Darmstadt und Hessen:
|                                                   | Jahr | Gemeinde | Landkreis | Regierungsbezirk | Hessen    |
| ------------------------------------------------- | ---- | -------- | --------- | ---------------- | --------- |
| Sozialversicherungspflichtig Beschäftigte         | 2017 | 2650     | 74.525    | 1.695.567        | 2.524.156 |
| Veränderung zu                                    | 2000 | +47,4 %  | +21,1 %   | +16,1 %          | +16,0 %   |
| davon Vollzeit                                    | 2017 | 60,8 %   | 68,3 %    | 72,8 %           | 71,8 %    |
| davon Teilzeit                                    | 2017 | 39,2 %   | 31,7 %    | 27,2 %           | 28,2 %    |
| Ausschließlich geringfügig entlohnte Beschäftigte | 2017 | 873      | 15.305    | 224.267          | 372.991   |
| Veränderung zu                                    | 2000 | +42,2 %  | +14,4 %   | +9,0 %           | +8,8 %    |

| Branche                         | Jahr | Gemeinde | Landkreis | Regierungsbezirk | Hessen |
| ------------------------------- | ---- | -------- | --------- | ---------------- | ------ |
| Produzierendes Gewerbe          | 2000 | 28,9 %   | 41,1 %    | 27,0 %           | 30,6 % |
|                                 | 2017 | 18,2 %   | 31,3 %    | 20,4 %           | 24,3 % |
| Handel, Gastgewerbe und Verkehr | 2000 | 29,5 %   | 26,1 %    | 26,4 %           | 25,1 % |
|                                 | 2017 | 27,5 %   | 26,8 %    | 24,7 %           | 23,8 % |
| Unternehmensdienstleistungen    | 2000 | 14,8 %   | 11,6 %    | 25,1 %           | 20,2 % |
|                                 | 2017 | 23,6 %   | 17,1 %    | 31,6 %           | 26,1 % |
| Sonstige Dienstleistungen       | 2000 | 25,6 %   | 18,8 %    | 20,1 %           | 22,5 % |
|                                 | 2017 | 30,2 %   | 23,6 %    | 23,0 %           | 25,4 % |
| Sonstiges (bzw. ohne Zuordnung) | 2000 | 01,2 %   | 02,4 %    | 01,4 %           | 01,5 % |
|                                 | 2017 | 00,6 %   | 01,1 %    | 00,3 %           | 00,4 % |

## Politik

### Gemeindevertretung
Die Kommunalwahl am 14. März 2021 lieferte folgendes Ergebnis, in Vergleich gesetzt zu früheren Kommunalwahlen:
| Sitzverteilung in der Gemeindevertretung 2021Insgesamt 31 Sitze - SPD: 9 - Grüne: 4 - FDP: 2 - CDU: 13 - ZiLi: 3 | Parteien und Wählergemeinschaften | Parteien und Wählergemeinschaften           | % 2021 | Sitze 2021 | % 2016 | Sitze 2016 | % 2011 | Sitze 2011 | % 2006 | Sitze 2006 | % 2001 | Sitze 2001 |
| Sitzverteilung in der Gemeindevertretung 2021Insgesamt 31 Sitze - SPD: 9 - Grüne: 4 - FDP: 2 - CDU: 13 - ZiLi: 3 | CDU                               | Christlich Demokratische Union Deutschlands | 42,3   | 13         | 43,1   | 13         | 46,6   | 17         | 49,9   | 18         | 37,1   | 14         |
| Sitzverteilung in der Gemeindevertretung 2021Insgesamt 31 Sitze - SPD: 9 - Grüne: 4 - FDP: 2 - CDU: 13 - ZiLi: 3 | SPD                               | Sozialdemokratische Partei Deutschlands     | 28,0   | 9          | 30,0   | 9          | 33,0   | 12         | 34,4   | 13         | 44,7   | 16         |
| Sitzverteilung in der Gemeindevertretung 2021Insgesamt 31 Sitze - SPD: 9 - Grüne: 4 - FDP: 2 - CDU: 13 - ZiLi: 3 | GRÜNE                             | Bündnis 90/Die Grünen                       | 14,5   | 4          | 12,2   | 4          | 12,9   | 5          | 7,3    | 3          | 7,8    | 3          |
| Sitzverteilung in der Gemeindevertretung 2021Insgesamt 31 Sitze - SPD: 9 - Grüne: 4 - FDP: 2 - CDU: 13 - ZiLi: 3 | FDP                               | Freie Demokratische Partei                  | 5,6    | 2          | 6,2    | 2          | 2,5    | 1          | 4,4    | 2          | 4,3    | 2          |
| Sitzverteilung in der Gemeindevertretung 2021Insgesamt 31 Sitze - SPD: 9 - Grüne: 4 - FDP: 2 - CDU: 13 - ZiLi: 3 | ZiLi                              | Zimmerner Liste                             | 9,6    | 3          | 8,5    | 3          | —      | —          | —      | —          | —      | —          |
| Sitzverteilung in der Gemeindevertretung 2021Insgesamt 31 Sitze - SPD: 9 - Grüne: 4 - FDP: 2 - CDU: 13 - ZiLi: 3 | FWG                               | Freie Wähler Groß-Zimmern                   | —      | —          | —      | —          | 2,8    | 1          | 3,9    | 1          | 6,1    | 2          |
| Sitzverteilung in der Gemeindevertretung 2021Insgesamt 31 Sitze - SPD: 9 - Grüne: 4 - FDP: 2 - CDU: 13 - ZiLi: 3 | AUF                               | Partei für Arbeit, Umwelt und Familie       | —      | —          | —      | —          | 2,2    | 1          | —      | —          | —      | —          |
| Sitzverteilung in der Gemeindevertretung 2021Insgesamt 31 Sitze - SPD: 9 - Grüne: 4 - FDP: 2 - CDU: 13 - ZiLi: 3 | gesamt                            | gesamt                                      | 100,0  | 31         | 100,0  | 31         | 100,0  | 37         | 100,0  | 37         | 100,0  | 37         |
| Sitzverteilung in der Gemeindevertretung 2021Insgesamt 31 Sitze - SPD: 9 - Grüne: 4 - FDP: 2 - CDU: 13 - ZiLi: 3 | Wahlbeteiligung in %              | Wahlbeteiligung in %                        | 50,2   | 50,2       | 47,3   | 47,3       | 55,6   | 55,6       | 47,1   | 47,1       | 52,0   | 52,0       |

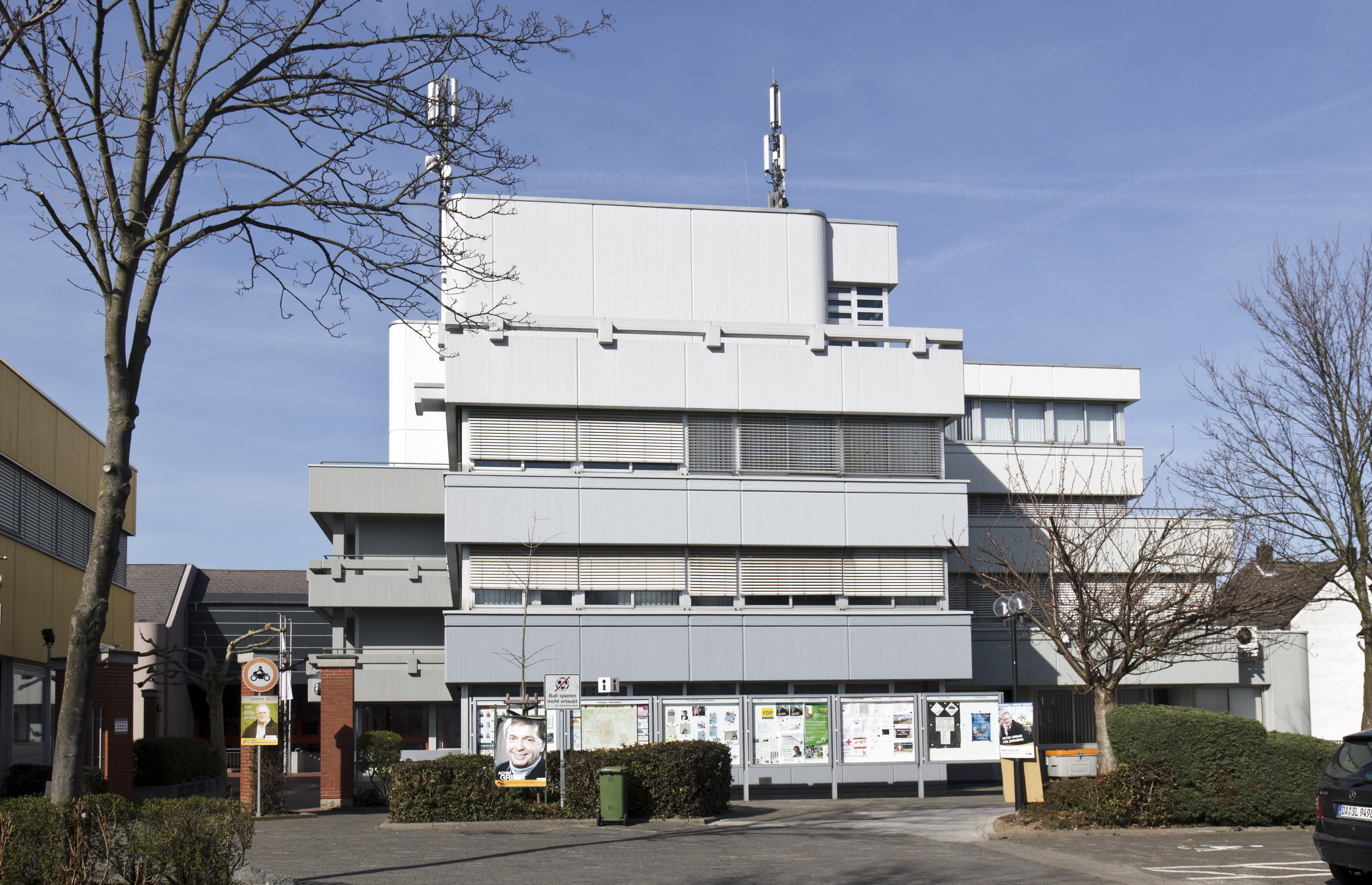
Rathaus

Die Gemeindevertretung bildet drei Ausschüsse, die die Entscheidungen der Gemeindevertretung fachbezogen vorbereiten. Diese sind der Haupt- und Finanzausschuss, der Planungs- und Umweltausschuss sowie der Sozial-, Sport- und Kulturausschuss.

### Bürgermeister
Nach der hessischen Kommunalverfassung wird der Bürgermeister für eine sechsjährige Amtszeit gewählt, seit dem Jahr 1993 in einer Direktwahl, und ist Vorsitzender des Gemeindevorstands, dem in der Gemeinde Groß-Zimmern neben dem Bürgermeister ehrenamtlich ein Erster Beigeordneter und sechs weitere Beigeordnete angehören. Bürgermeister ist seit dem 1. Juli 2023 Mark Pullmann (CDU). Er wurde als Nachfolger von Achim Grimm (CDU), der nach drei Amtszeiten nicht wieder kandidiert hatte, am 19. März 2023 im ersten Wahlgang bei 48,41 Prozent Wahlbeteiligung mit 63,03 Prozent der Stimmen gewählt.
Amtszeiten der Bürgermeister
- 2023–2029 Mark Pullmann (CDU)[33]
- 2005–2023 Achim Grimm (CDU)[34]
- 1993–2005 Dieter Emig (SPD)[37]
- 1966–1993 Walter Thünken (SPD)[38]

### Ortsbezirke
Folgende Ortsbezirke mit Ortsbeirat und Ortsvorsteher nach der Hessischen Gemeindeordnung gibt es im Gemeindegebiet:
- Ortsbezirk Klein-Zimmern (Gebiete der ehemaligen Gemeinde Klein-Zimmern). Der Ortsbeirat besteht aus fünf Mitgliedern.

### Gemeindepartnerschaften
Seit 1982 bestehen partnerschaftliche Beziehungen zu Saint-Fargeau-Ponthierry in Frankreich. Eine weitere Partnerschaft mit Rignano sull’Arno in Italien besteht seit Juli 2009.

### Wappen und Flagge
Wappen

Blasonierung: „In blauem Schild ein aufwärts gerichteter silberner Gänsefuß mit roten Krallen.“
Das Wappen wurde der Gemeinde Groß-Zimmern im damaligen Landkreis Dieburg am 21. Januar 1965 durch den Hessischen Innenminister genehmigt.
Gestaltet wurde es durch den Bad Nauheimer Heraldiker Heinz Ritt.
Der Gänsefuß ist schon seit dem 16. Jahrhundert als Gerichtssiegel bekannt. Er soll auf die früher in Groß-Zimmern weitverbreitete Gänsezucht hindeuten, ist aber wahrscheinlich eher die Abwandlung einer alten Ortsmarke, die als Gänsefuß gedeutet wurde. Früher wurde der Fuß meist in Gold auf Grün dargestellt.
Flagge
Die Flagge wurde der Gemeinde am 27. April 1982 durch den Hessischen Innenminister genehmigt und wird wie folgt beschrieben:
„Auf verbreiterter weißen Mittelbahn mit blauen, von je einem roten Faden belegten Randstreifen, in der oberen Hälfte aufgelegt das Gemeindewappen.“

## Kultur und Sehenswürdigkeiten

### Bauwerke
Kulturdenkmäler
Kirchen

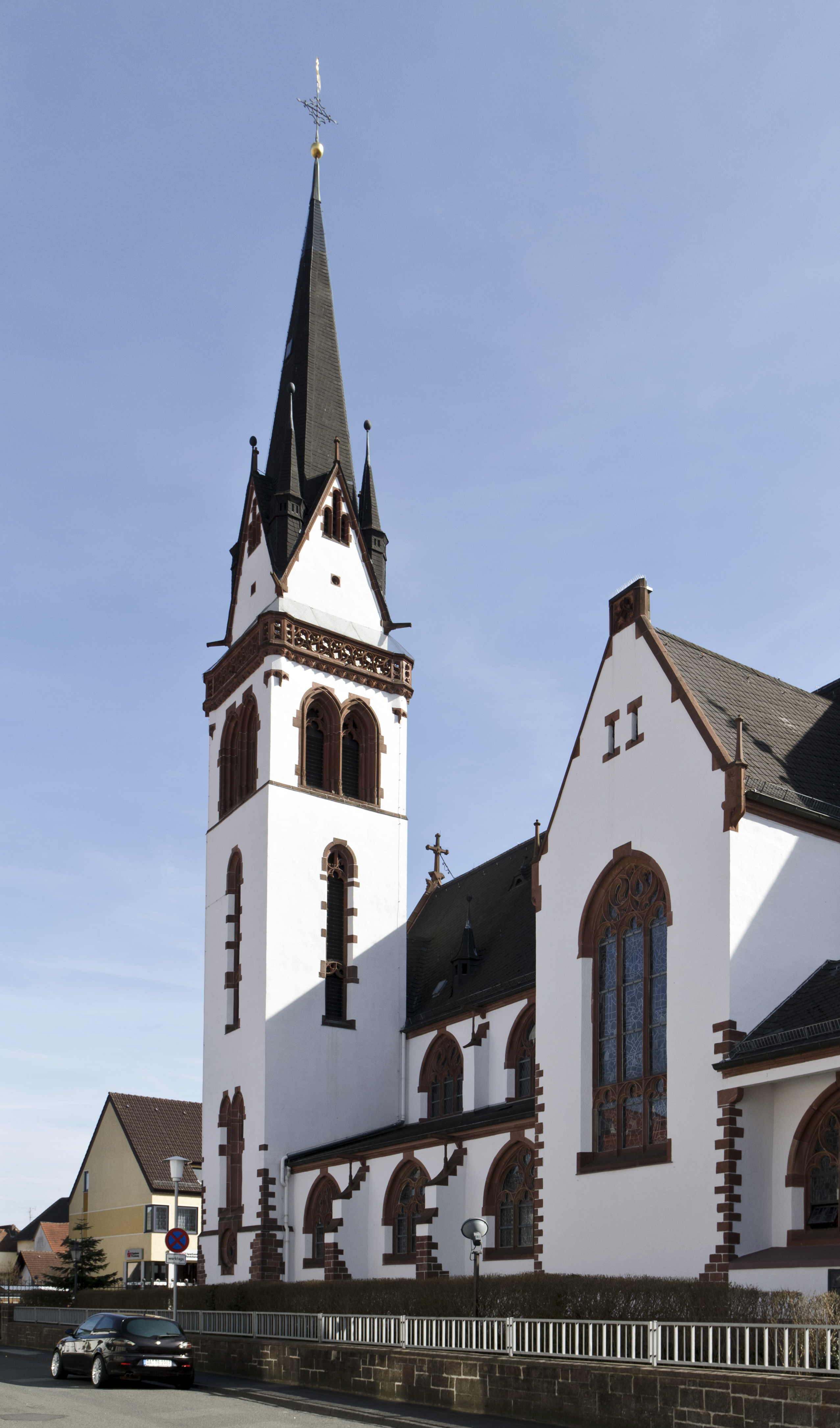
Sankt-Bartholomäus-Kirche Groß-Zimmern
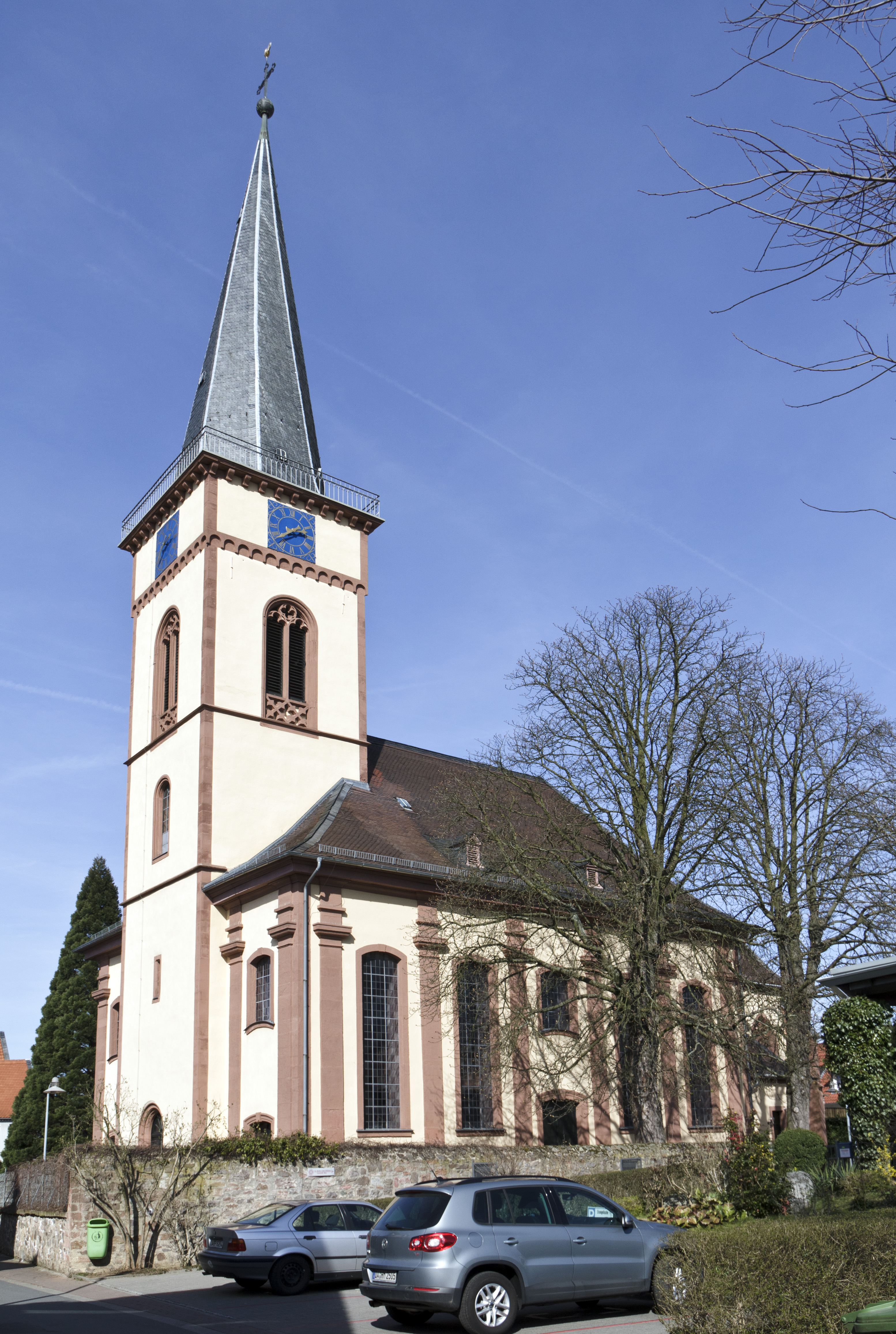
Evangelische Kirche Groß-Zimmern

### Naturräume

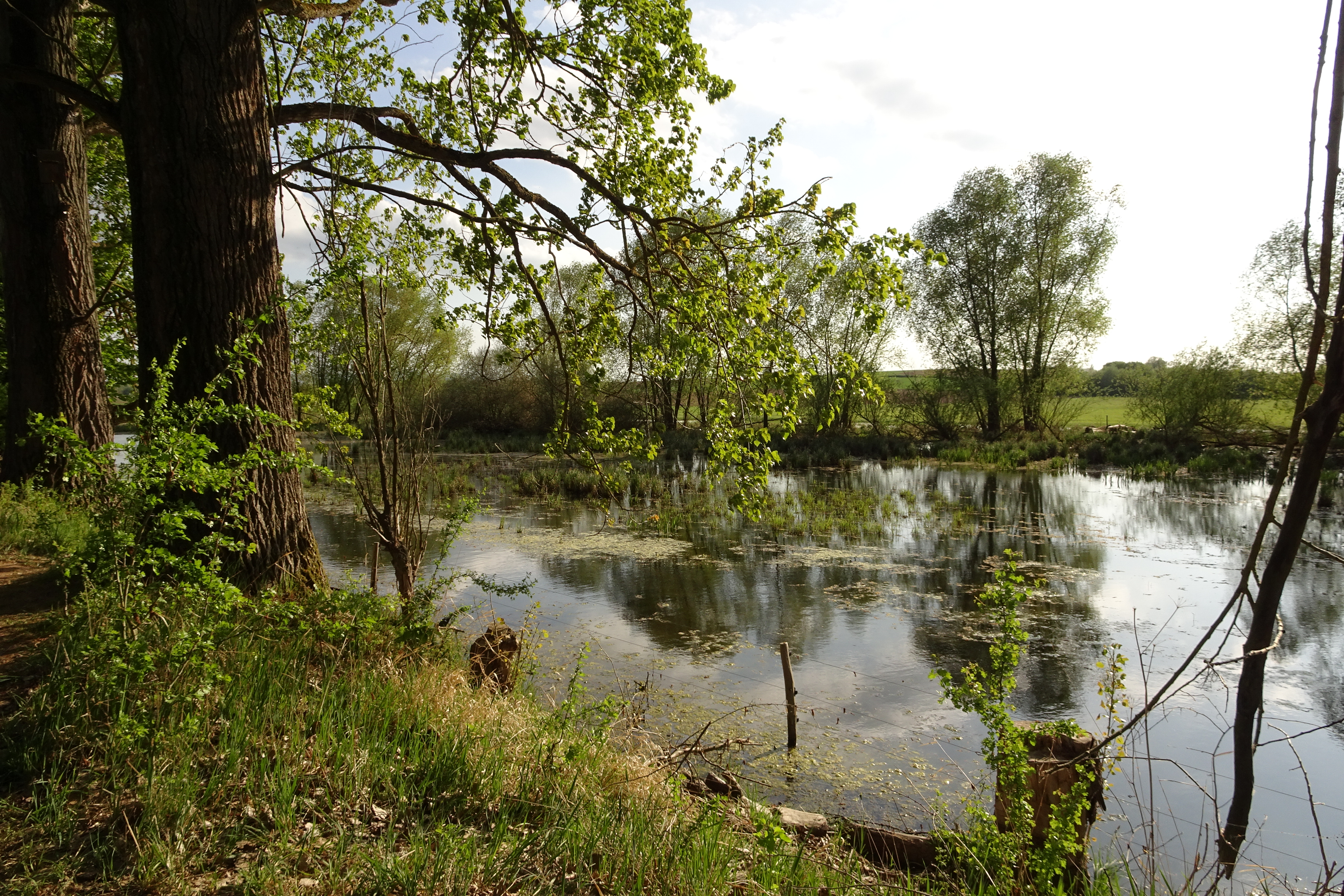
Naturschutzgebiet Scheelhecke von Groß-Zimmern (2020)

Südöstlich von Groß-Zimmern erstreckt sich entlang von Landwehrgraben und Gersprenz das Naturschutzgebiet „Scheelhecke von Groß-Zimmern“, ein Biotop mit Auwald und Feuchtwiesen. Das NSG, die Gersprenz und ihre Seitenbäche und -gräben in der Gemarkung sind Teil des ausgedehnteren Natura-2000-Gebiets „Untere Gersprenz“ (FFH) bzw. „Untere Gersprenzaue“ (Vogelschutzgebiet).
Im Westen von Groß-Zimmern, nördlich der Landesstraße L3115, liegt das Naturdenkmal „An der Ziegelhütte von Groß-Zimmern“, ein Gelände ehemaliger Tongruben, das mit Wald, Gebüschsäumen und Wiesen bewachsen ist.

### Kulturzentrum Glöckelchen

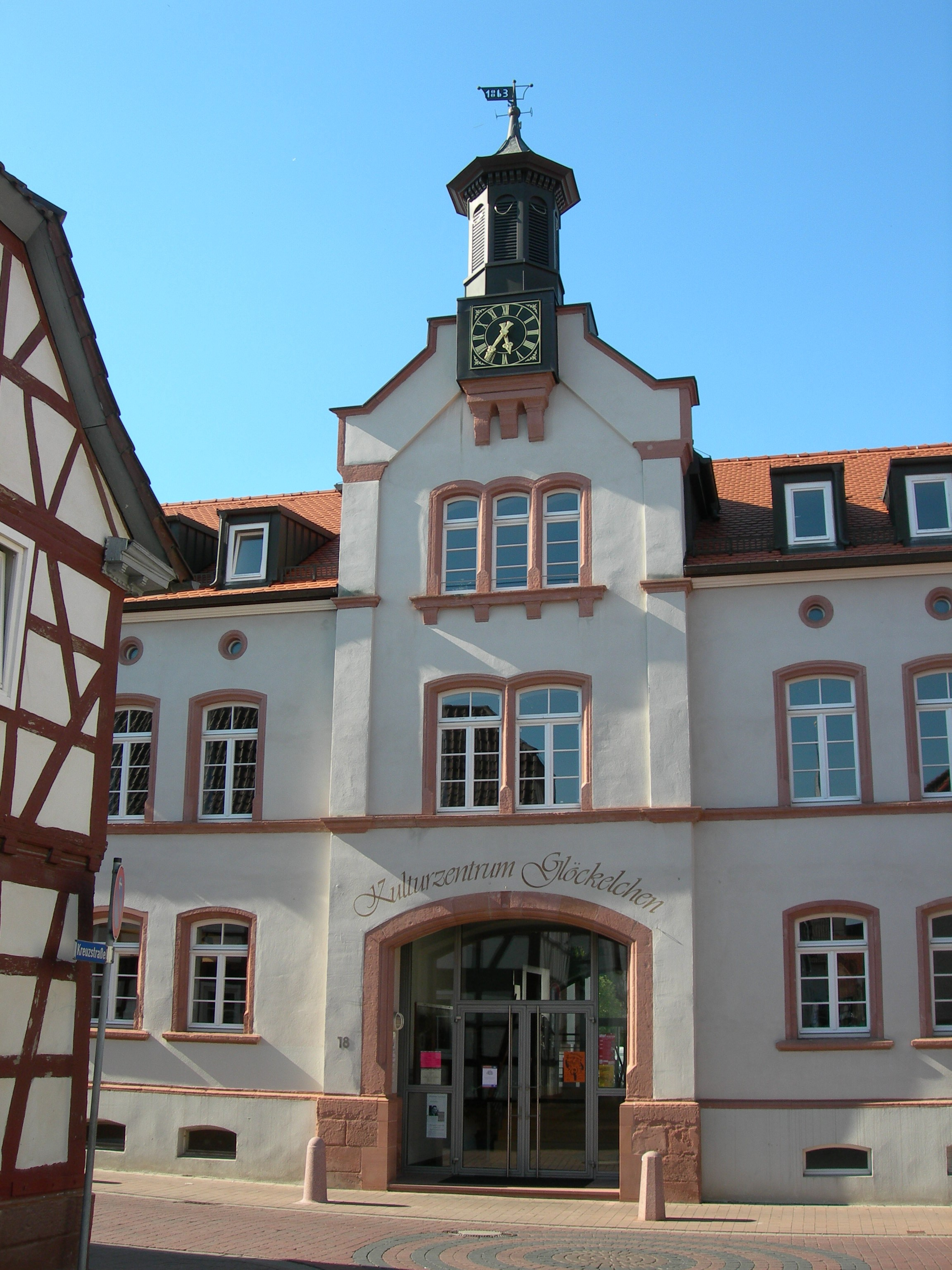
Kulturzentrum Glöckelchen

Das Kulturzentrum „Glöckelchen“ befindet sich in einem ehemaligen Schulgebäude in der Angelstraße 18. Nachdem die Schule umgezogen ist, befand sich dort zeitweise die Gemeindeverwaltung und ein Jugendzentrum. Zwischen 1994 und 1997 wurde es saniert und beherbergt seitdem die Gemeindebücherei, das Trauzimmer der Gemeinde, einen Saal und mehrere Gruppenräume sowie den Gewölbekeller des Kerbverein Groß-Zimmern e. V.
Ein kulturelles Programm wird jedes Jahr vom Glöckelchen e. V. Groß-Zimmern, Verein für Kultur und Heimatgeschichte, herausgegeben.

### Regelmäßige Veranstaltungen
- August: Kerb[44]
- Oktober: Kürbismarkt[45]
- November/Dezember: Weihnachtsmarkt[46]

## Wirtschaft und Infrastruktur

### Flächennutzung
Das Gemeindegebiet umfasst eine Gesamtfläche von 8684 Hektar, davon entfallen in ha auf:
| Nutzungsart             | Nutzungsart             | 2011 | 2015 |
| ----------------------- | ----------------------- | ---- | ---- |
| Gebäude- und Freifläche | Gebäude- und Freifläche | 560  | 565  |
| davon                   | Wohnen                  | 338  | 341  |
|                         | Gewerbe                 | 44   | 47   |
| Betriebsfläche          | Betriebsfläche          | 25   | 25   |
| davon                   | Abbauland               | 7    | 7    |
| Erholungsfläche         | Erholungsfläche         | 37   | 37   |
| davon                   | Grünanlage              | 15   | 15   |
| Verkehrsfläche          | Verkehrsfläche          | 554  | 555  |
| Landwirtschaftsfläche   | Landwirtschaftsfläche   | 4329 | 4322 |
| davon                   | Moor                    | 0    | 0    |
|                         | Heide                   | 0    | 0    |
| Waldfläche              | Waldfläche              | 3089 | 3089 |
| Wasserfläche            | Wasserfläche            | 67   | 87   |
| Sonstige Nutzung        | Sonstige Nutzung        | 23   | 23   |

### Verkehr
Groß-Zimmern ist durch seine zentrale Lage im Landkreis gut an die meisten Gemeinden angeschlossen. Die Bahnstrecke Darmstadt Ost–Groß-Zimmern und die Bahnstrecke Dieburg–Reinheim (Odenw) sind stillgelegt und abgebaut. Es gibt Überlegungen, wieder eine Bahnverbindung zu errichten.

## Persönlichkeiten

### Söhne und Töchter der Gemeinde
- Justus Breidenbach (1800–1863), Abgeordneter des hessischen Landtages 1862–63
- Heinrich Angermeier (1884–1945), Abgeordneter des hessischen Landtages 1924–31 (KPD, KPO)
- Georg Dietrich (1888–1971), Politiker (SPD), Reichstagsabgeordneter von 1924 bis 1933
- Justus Cronenbold (1897–1977), Pädagoge und Politiker (SPD)
- Heinrich Lebrecht (1901–1945), Pfarrer und Widerstandskämpfer gegen den Nationalsozialismus
- Georg Weidner (* 1914; † unbekannt), deutsch-österreichischer Ringer
- Friedrich Rapp (1932–2024), Philosophieprofessor der Universität Dortmund
- Jobina Lahr (* 1991), Fußballspielerin

### Personen, die mit Groß-Zimmern verbunden sind
- Roland Lortz (1937–2007), Gewichtheber, Olympiateilnehmer 1960 Rom (Platz 8); starb in Groß-Zimmern
- Werner Schraut (1951–2018), Gewichtheber, Olympiateilnehmer 1972 und 1976, Europameisterschafts-Dritter 1977; startete für Groß-Zimmern
- Manfred Pentz (* 1980), Politiker (CDU), seit 1. Oktober 2010 Abgeordneter im Hessischen Landtag und seit dem 8. Februar 2014 Generalsekretär der CDU Hessen; wohnt in Groß-Zimmern
- Gerhard Friedrich (1929–2020), deutscher Schauspieler; starb in Groß-Zimmern